# Clytie (Océanide)
Pour les articles homonymes, voir Clytie.
Dans la mythologie grecque, Clytie (en grec ancien Κλυτία / Klutía ou Κλυτίη / Klutíê) est une nymphe aquatique, fille des titans Océan et Téthys. Selon le mythe Clytie, amoureuse en vain du dieu Hélios, se transforme en héliotrope après avoir été rejetée par celui-ci. 

## Étymologie
Son nom, Clytie, Klytie ou Klytia, est dérivé de l'ancien adjectif grec κλυτός (klutós), signifiant "renommé", "glorieux". 

## Famille
Ses parents sont les titans Océan et Téthys. Elle est l'une de leur multiples filles, les Océanides, généralement au nombre de trois mille, et a pour frères les Dieux-fleuve, eux aussi au nombre de trois mille. Ouranos (le Ciel) et Gaïa (la Terre) sont ses grands-parents tant paternels que maternels.

## Mythe
Son histoire est racontée dans Les Métamorphoses d'Ovide. Fille de Océan et Téthys, Clytie est une océanide amante du dieu du Soleil, Hélios. Au chapitre IV on apprend que Hélios est la raison pour laquelle les amours d'Aphrodite ont été découvertes. Cette dernière souhaitant se venger, elle ne donna à Hélios, que d'yeux pour Leucothoé. Clytie, jalouse d'avoir été supplantée par la fille d'Orchamus et Eurynome, dénonça la liaison pourtant à sens unique entre Leucothoé et le dieu Hélios. Son père, cruel et impitoyable, déshonoré par l'acte de sa fille, l'ensevelit sous un lourd monceau de sable. Le dieu tenta de la sauver mais en vain et de la mort de Leucothoé, après le nectar versé par Hélios, s'éleva du sable une tige. Et ainsi, était né l'encens. Mais cet acte, au lieu de permettre à Clytie de regagner l'amour du dieu, ne créa chez lui que du ressentiment et plus jamais il ne la considéra. Clytie, dévastée par la perte de celui qu'elle aimait, se consuma. Et assise sur la terre, nue, elle continua de contempler la course du Soleil sans boire ni manger, seulement nourrie de ses larmes et de la rosée, et ce, pendant neuf jours. C'est ainsi que ses membres finirent par pâlir et s'attacher au sol. Son visage quant à lui tourna au rouge, sa tête se cachant sous les traits d'une fleur. Et c'est ainsi que Clytie se métamorphosa en héliotrope. 

## Variantes

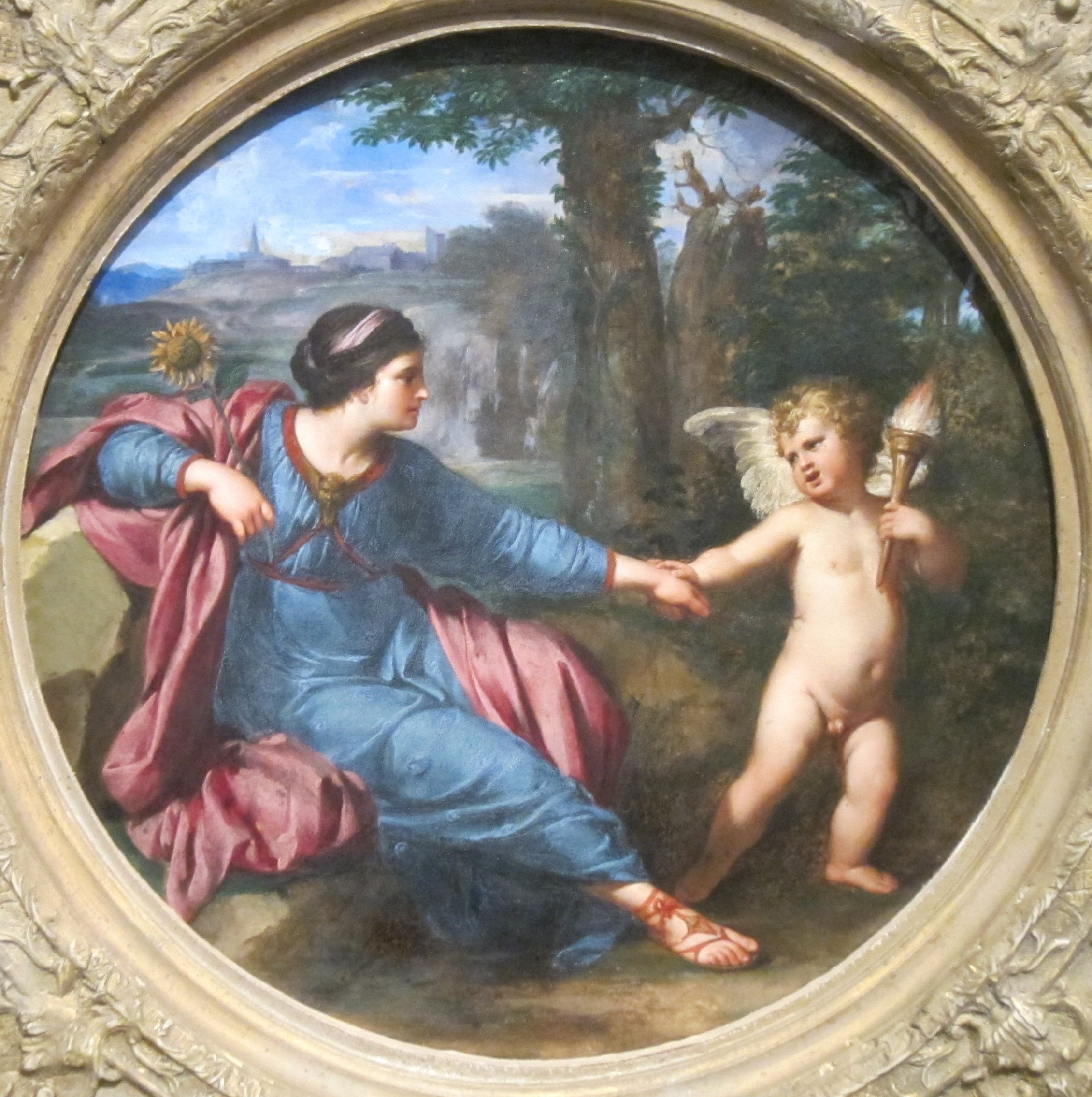
Clytie et Cupidon, suiveur d'Annibale Carracci (1560-1609), entre 1630 et 1649, Musée d'art de Cincinnati, USA

### La fleur: tournesol ou héliotrope
Clytie est associée à l'héliotrope, mais également au tournesol, dont on dit que la fleur suivrait le soleil (ce qui est en réalité faux). Mais cette association du tournesol à l'océanide date seulement du XVIe siècle, dont l'iconographie a été réalisée sous l'impulsion de peintres notamment italiens. En effet, le tournesol étant une plante venant d'Amérique, elle est seulement rapportée par les navigateurs espagnols à leur retour en Europe au XVIe siècle. Ceci rend donc impossible l'assimilation antique de la nymphe avec cette fleur, puisque le tournesol n'a jamais été une plante présente dans l'Antiquité européenne.     
Cependant, l'identification de l'héliotrope reste encore un sujet à débat puisque la variante d'un violet éclatant n'est également pas une fleur que l'on retrouve en Europe, l'héliotrope européen étant généralement blanc, voire d'un violet pâle. Or, dans les Métamorphoses, Ovide dit : "une autre partie est teinte de rouge : c'est sa tête, qui se cache sous une fleur toute pareille à la violette ".     

### Le dieu: Hélios ou Apollon
Le dieu Hélios, dieu du soleil personnifié est souvent apparenté au dieu grec Apollon, dieu des arts mais aussi de la lumière. Si on ne trouve aucune source avant le Ve siècle av. J.-C. assimilant Apollon au soleil (où c'est donc Hélios ou Hypérion qui représentent le feu solaire), on trouve cependant la première mention dans la tragédie perdue d'Euripide, Phaéton. Dans les oeuvres d'art, on retrouvera ainsi souvent le dieu Apollon supplantant le dieu Hélios, notamment en raison de sa popularité au XVIe siècle en Europe. En France, le dieu Apollon était notamment associé au thème du Roi-Soleil et beaucoup représenté à Versailles. Ainsi, on retrouve dans des oeuvres versaillaises le mythe de Clytie, non pas transformée en héliotrope, mais en tournesol. On la retrouve alors au bassin d'Apollon, mais aussi dans un dessus de porte au Grand Trianon à Versailles.  

Clytie et Apollon
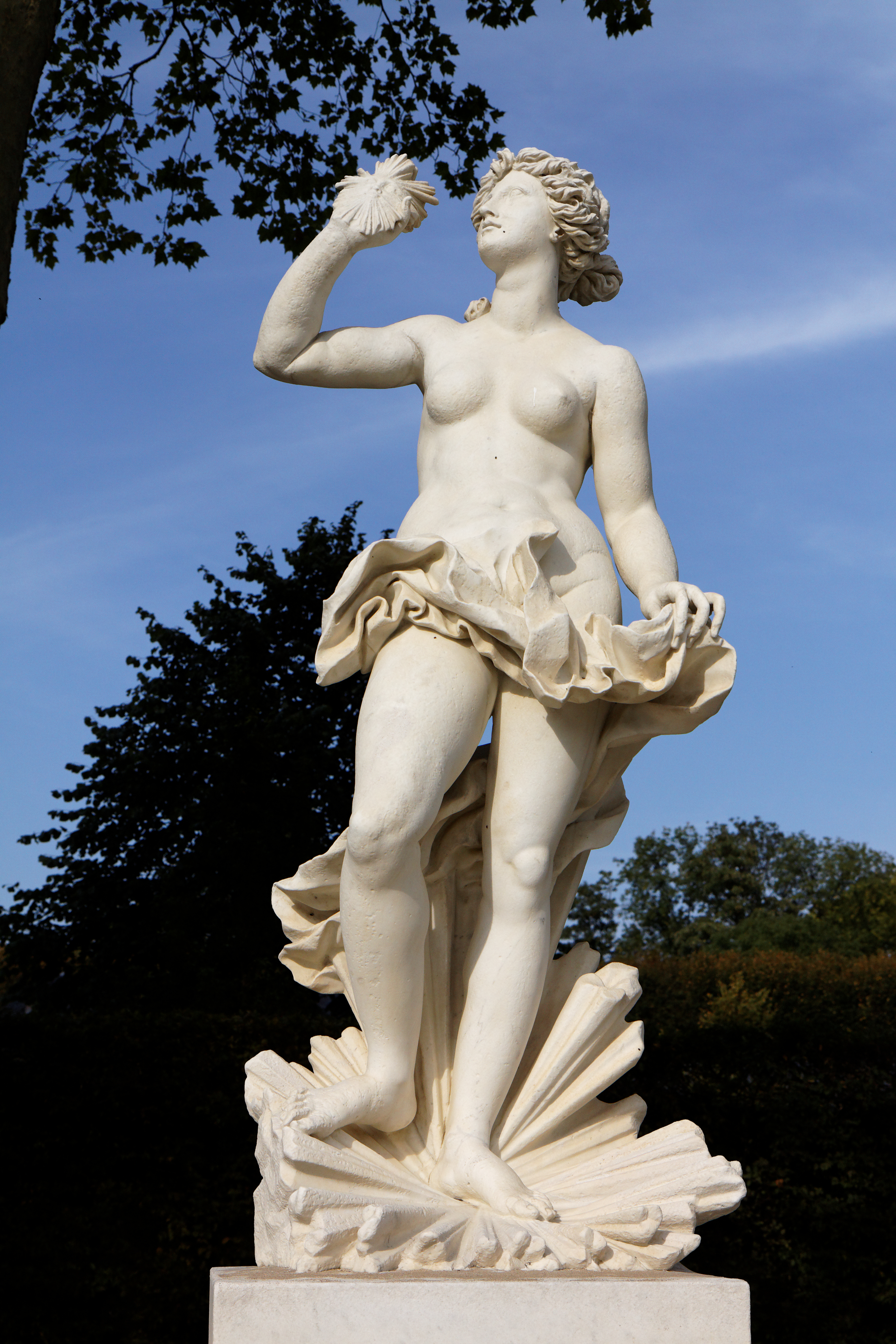
La Clarté, dite aussi Clytie - Lazzaro Baldi (1623-1703) - v. 1680 - Allées d'Apollon au Grand Canal, château de Versailles
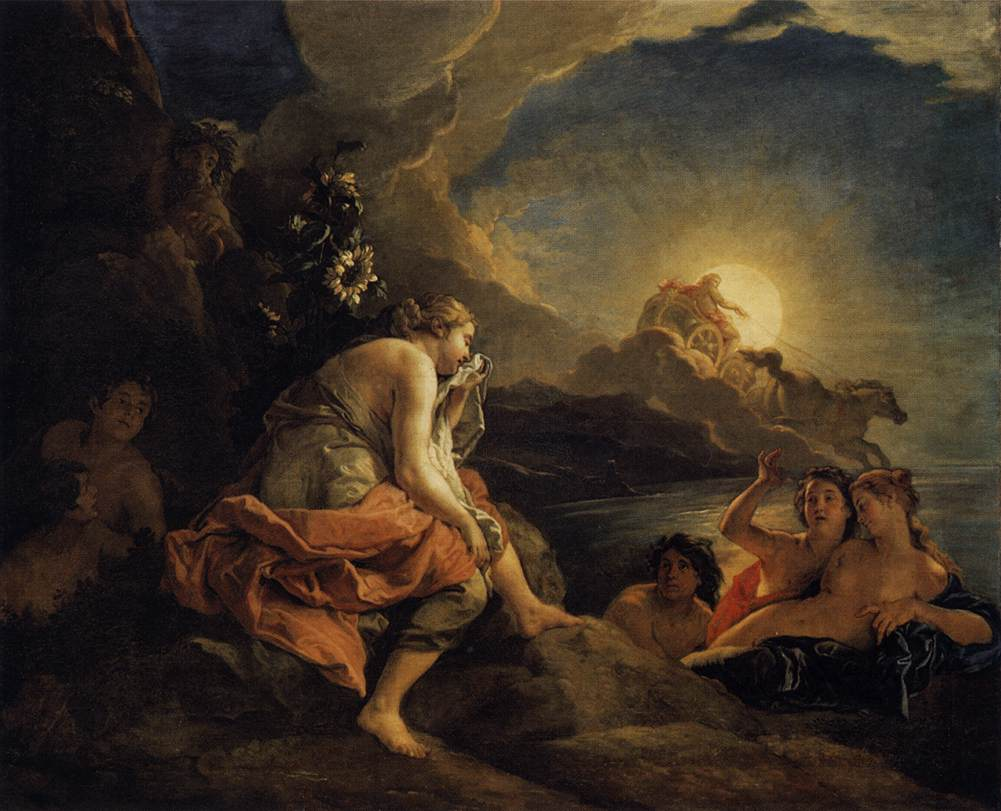
Clytie changée en tournesol - Charles de la Fosse (1636-1716) - 1688 - Grand Trianon, château de Versailles
Apollon et Clytie - Charles-Joseph Natoire

## Représentation en art

### Période moderne
À partir du XVIIe siècle, l'iconographie représentant Clytie associée au tournesol est davantage développée, cette fleur se prêtant esthétiquement plus facilement à l'évocation du soleil que l'héliotrope dont l'image était moins répandue et connue. Vers 1750, nait également en France un goût particulier pour les sujets antiques, et on voit ainsi se développer le courant néoclassique.
- Clytie aux XVIIe et XVIIIe siècles

Clytie aux
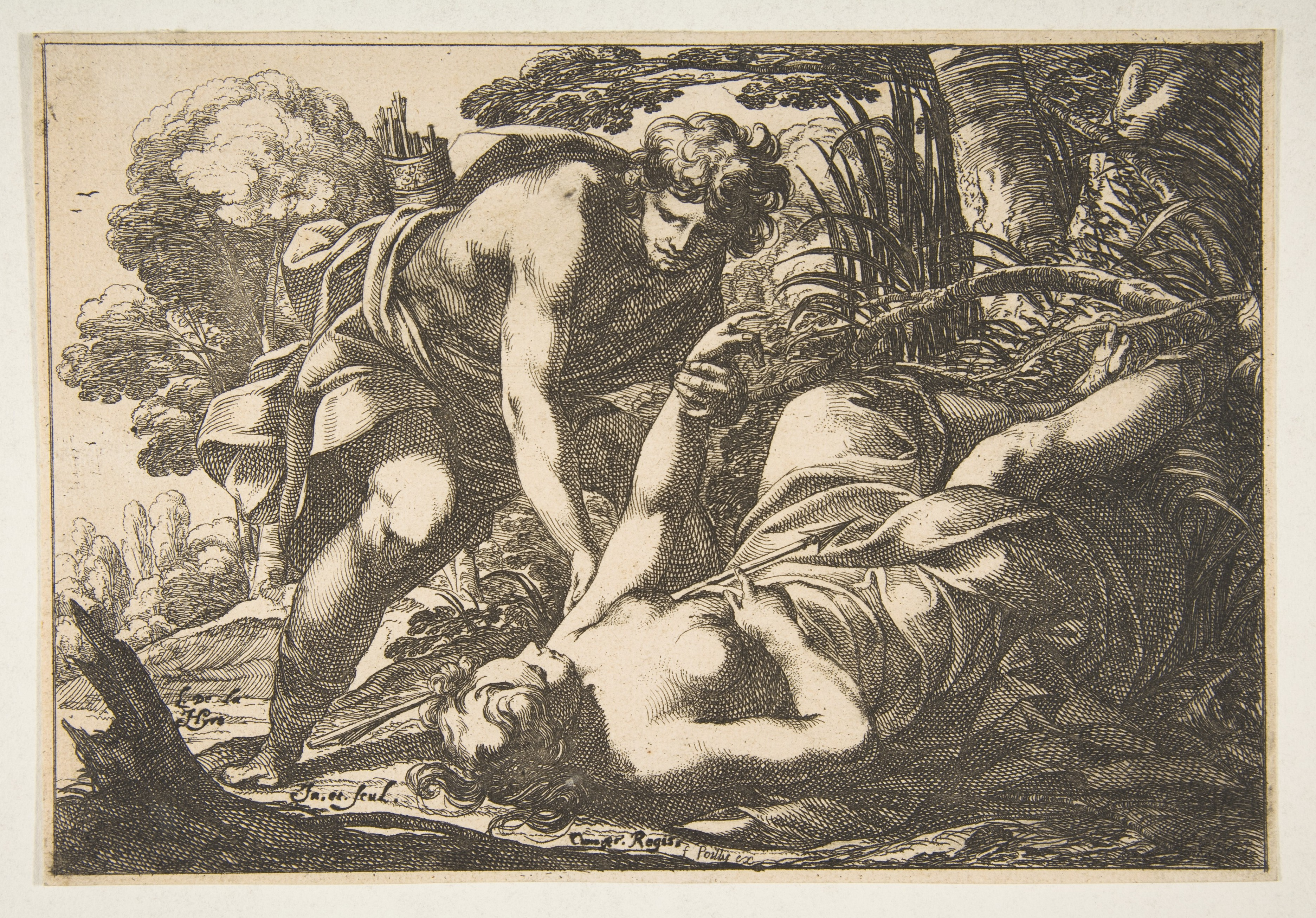
Apollon et Clytie - Laurent de La Hyre - 1606
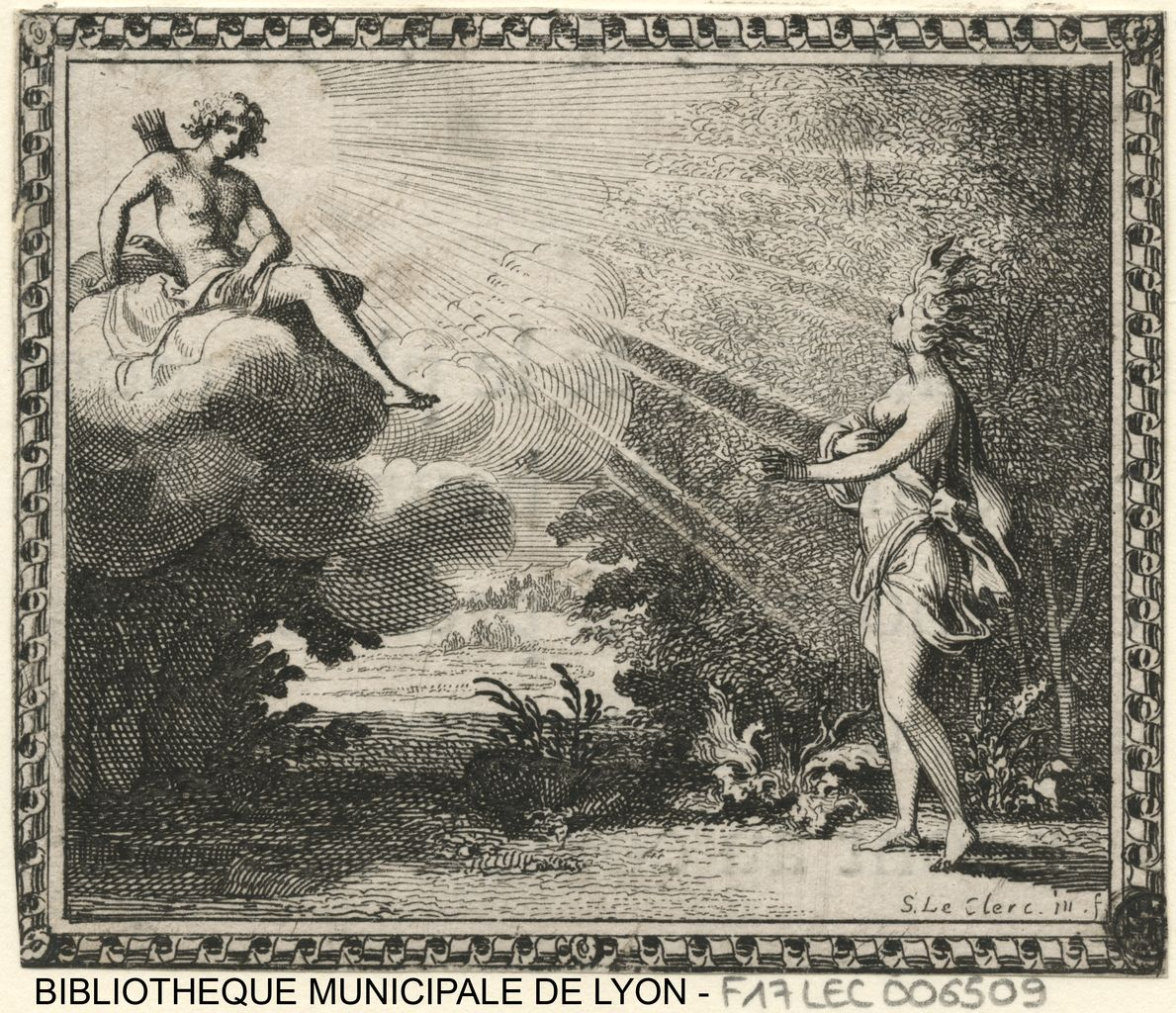
Clytie changée en tournesol - Sébastien Leclerc - 1676
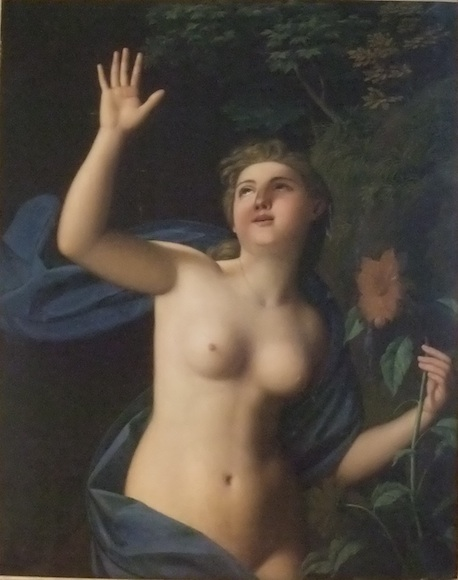
Clytie - Nicolas Colombel
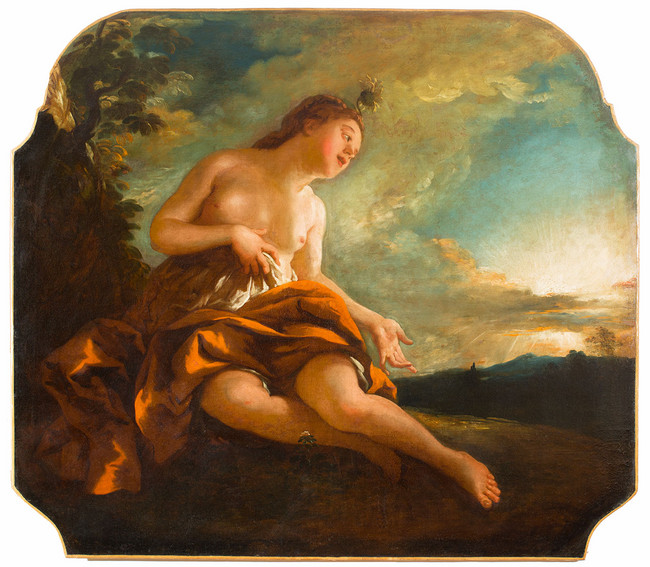
Clytie changée en tournesol - Jean-François de Troy - vers 1730
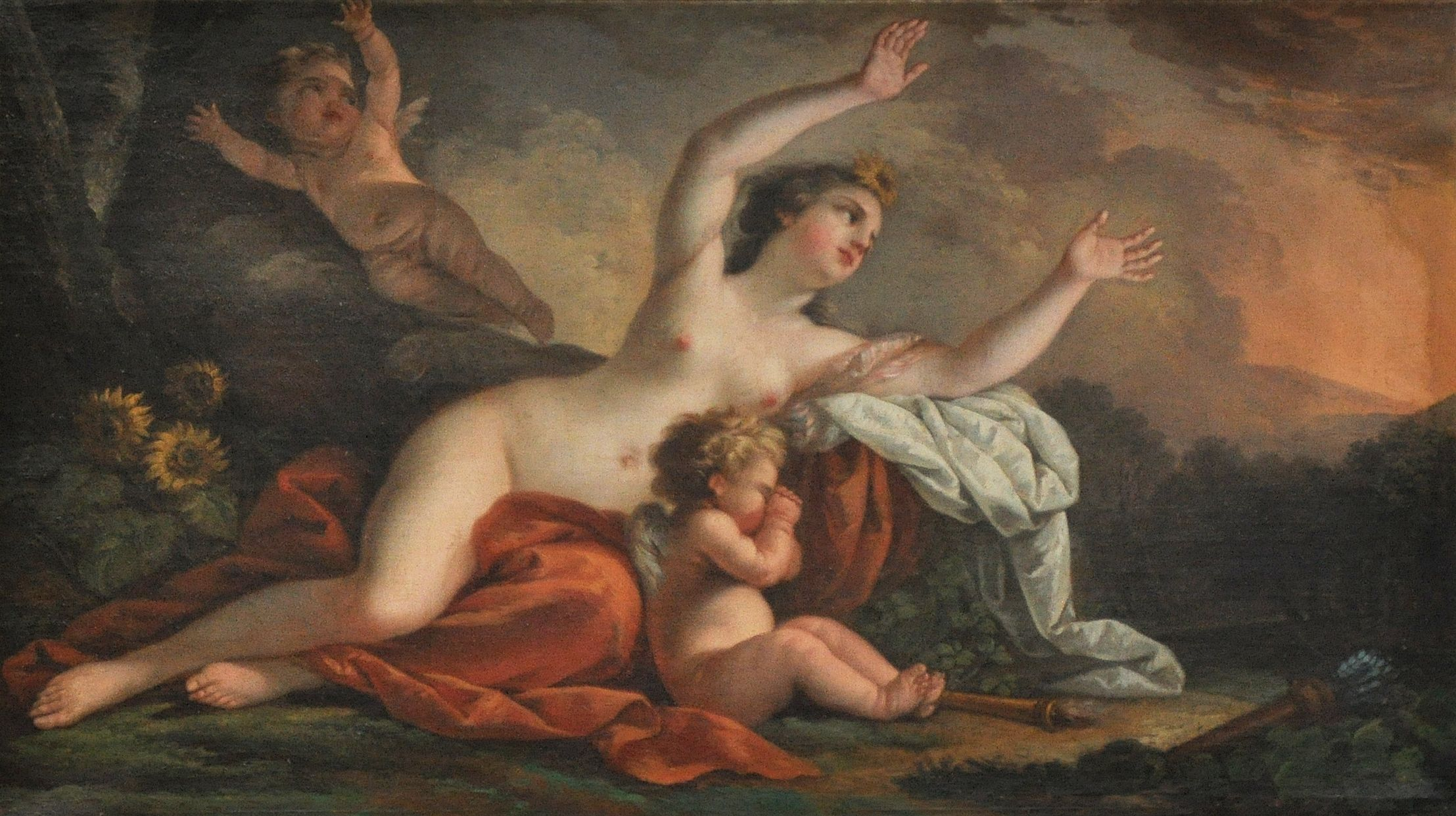
Clytie changée en tournesol - Nicolas-René Jollain - 1769

### Période contemporaine
Cette fascination se poursuit au XIXe dont le thème du mythe, un amour impossible, était très apprécié des artistes romantiques. Il continue d'être utilisé au cours du siècle, notamment en Angleterre, dans la sculpture comme dans la peinture avec des artistes symbolistes. L'oeuvre de George Frederic Watts, illustre ce concept avec un buste de Clytie se tournant sur elle même comme si elle tentait de suivre du regard inlassablement le soleil dans sa course. L'artiste fait émerger l'océanide d'un tournesol pour compléter l'évocation du thème. Son objectif étant notamment de communiquer davantage des idées plutôt que des objets "ideas, not things". À la fin du XIXe siècle, l'Angleterre victorienne vit ainsi ressurgir diverses figures mythologiques provenant de l'histoire ovidienne, l'oeuvre d'Evelyn de Morgan étant un exemple de cette reprise d'inspiration renaissante du mythe.  

Clytie au XIXe siècle
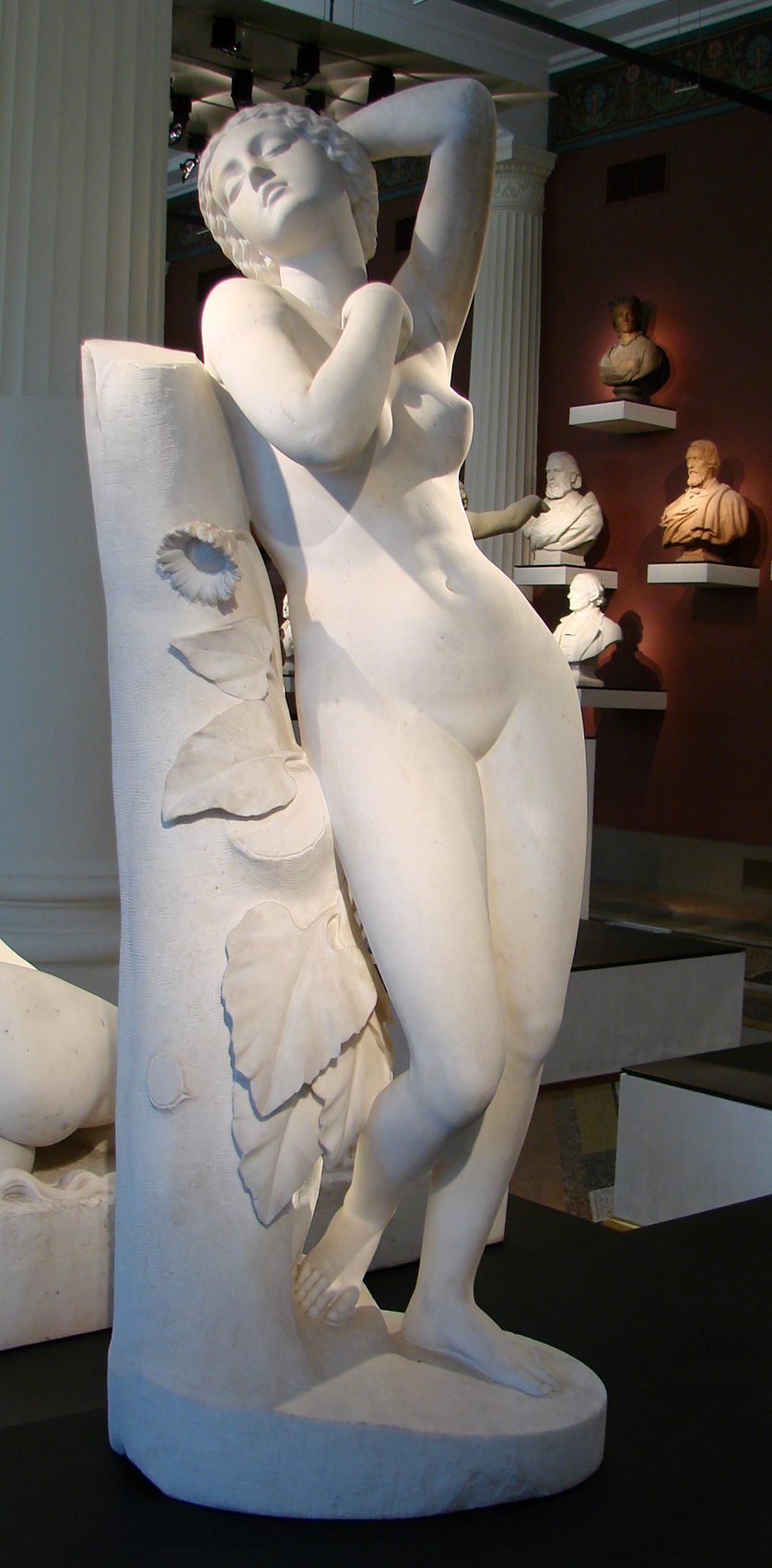
Clytie - Joseph-Stanislas Lescorné - 1848
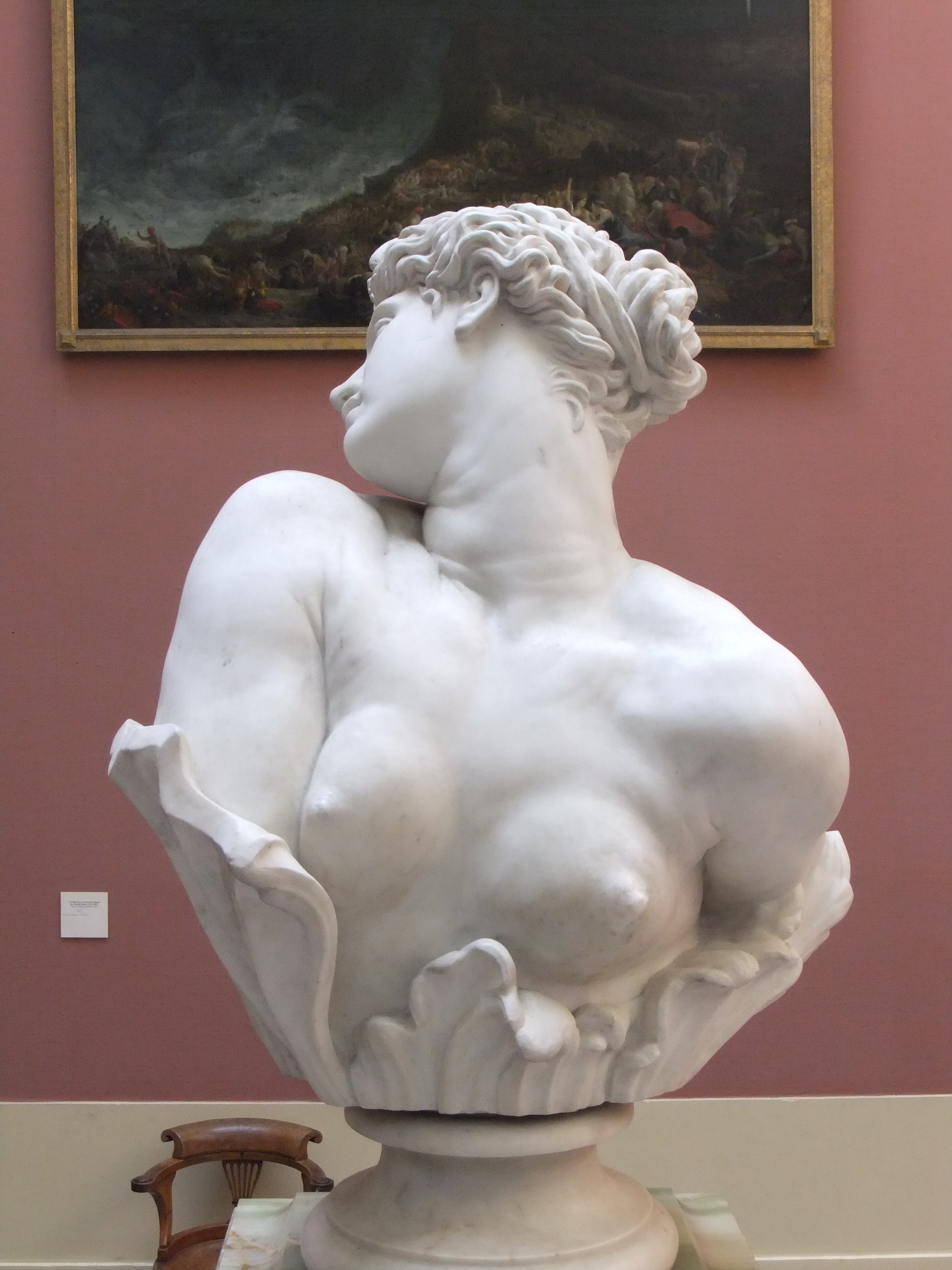
Clytie - George Frederic Watts (1817-1904) - c. 1867
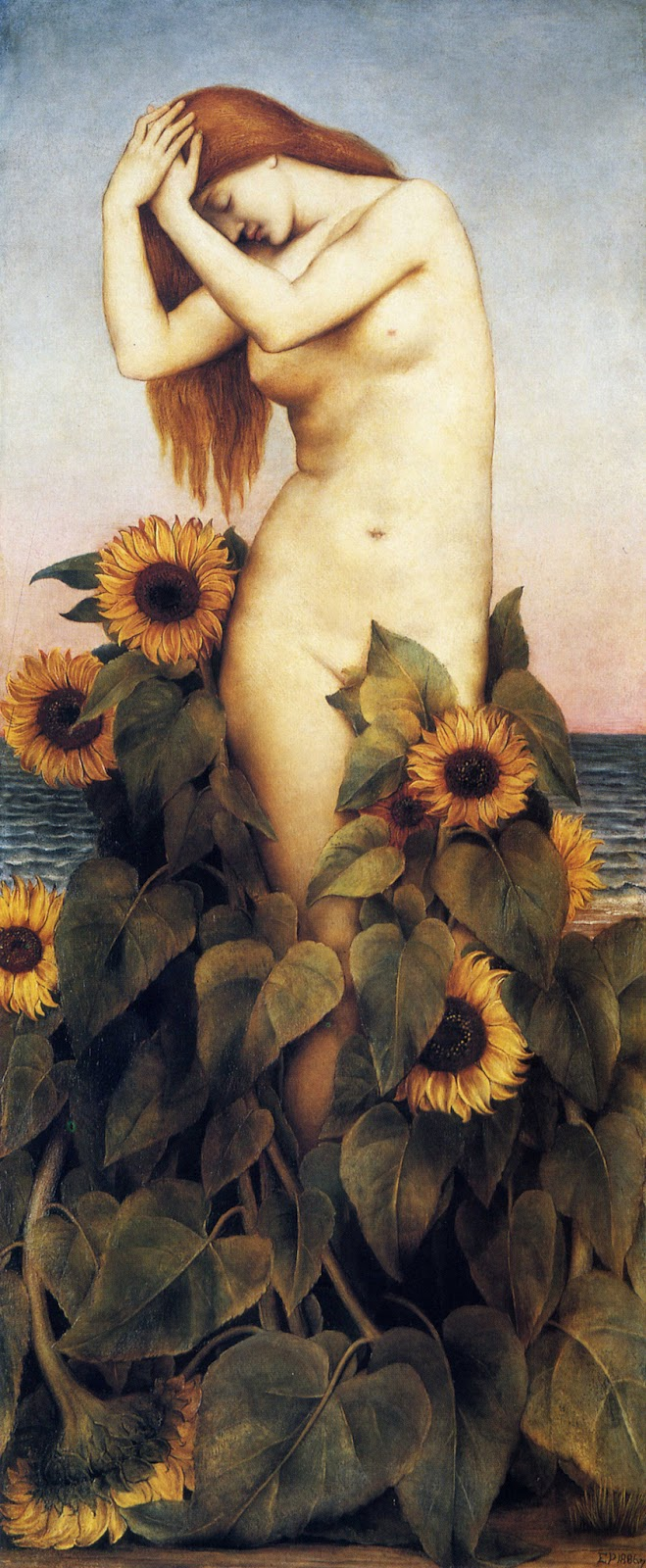
Clytie - Evelyn de Morgan - v. 1886
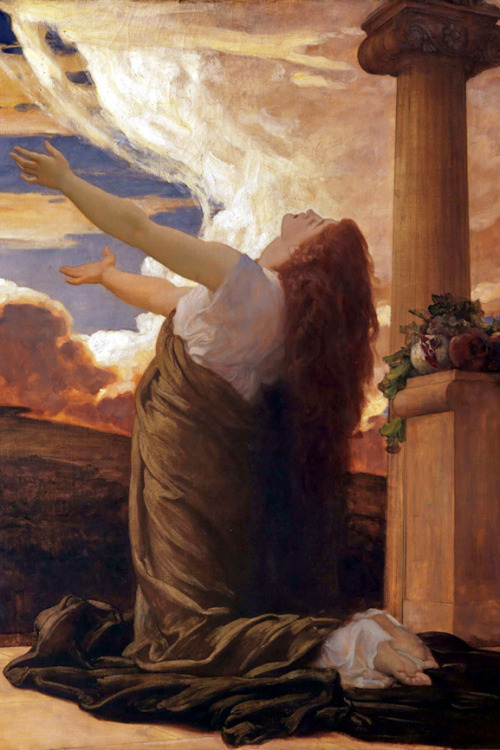
Clytie - Frederic Leighton - v. 1895

### Sources antiques
- Ovide, Métamorphoses, Livre IV
- Hésiode, Théogonie